# Haus zum Luchs

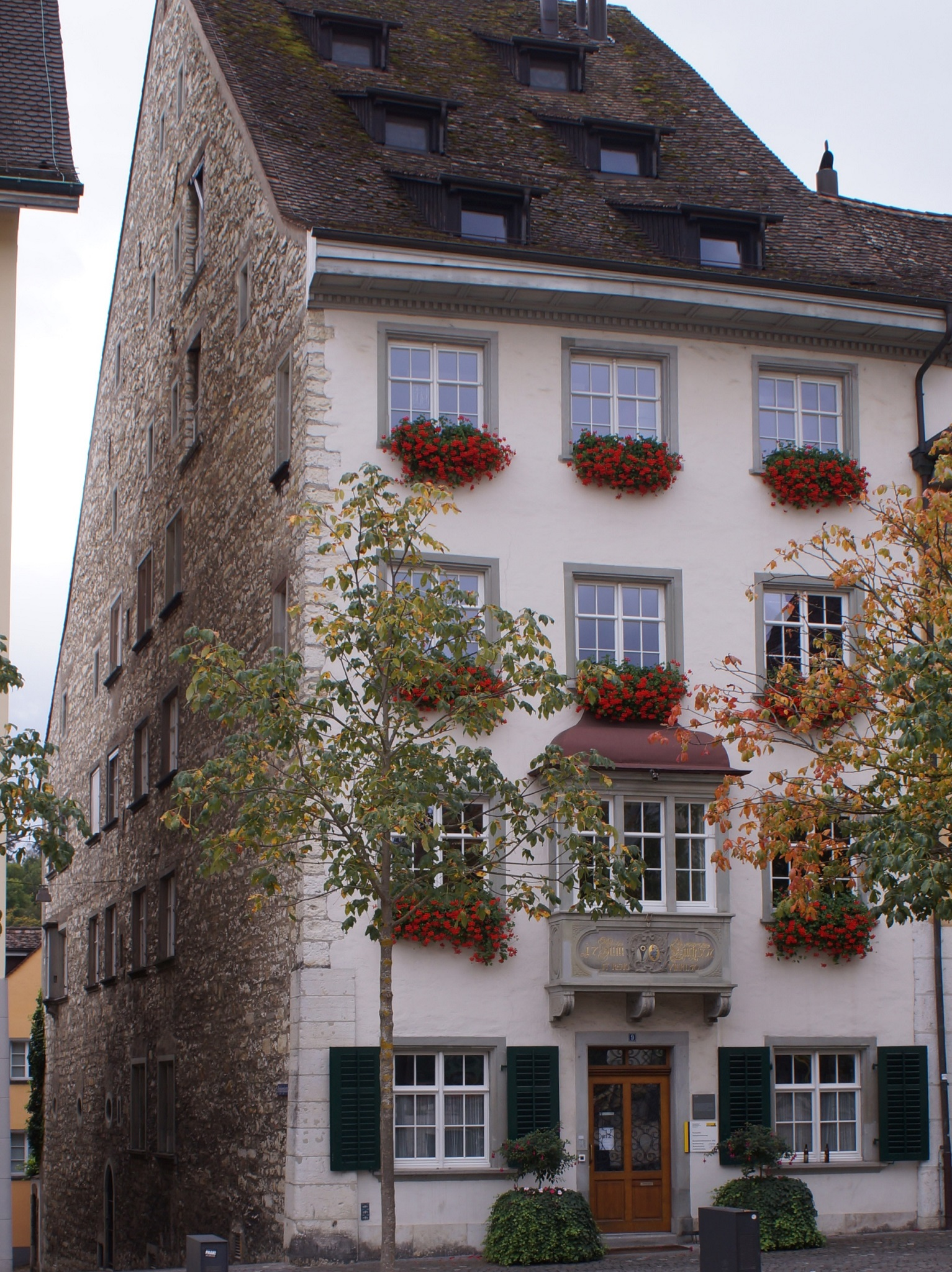
Haus zum Luchs (2020)

Das Haus «Zum Luchs» ist ein Kulturdenkmal in Schaffhausen. Das 1707 erheblich umgebaute Bürgerhaus ist im Kulturgüterschutz-Inventar der Schweiz als «Kulturgut von nationaler Bedeutung» (A-Objekt, KGS-Nr. 04379) klassifiziert und prägt neben dem «Korn- oder Kaufhaus» den westlichen Teil des Platzes «Herrenacker». Dieser ist Teil des «Ortsbilds von nationaler Bedeutung» im Inventar der schützenswerten Ortsbilder der Schweiz (ISOS).

## Lage
Das Gebäude (Herrenacker Nr. 9) ist ein Eckhaus am Südrand des grössten städtischen Platzes. Nachbarhäuser sind das Haus Jordan/Oberer Jordan im Osten (Schaffhauser Casino, Herrenacker Nr. 7/8), getrennt durch das «Ringkengässchen» und die sogenannte «Peyerburg», ehemals Drei Stände, im Westen (Herrenacker Nr. 10). Von den folgenden Gebäuden im Westen des Platzes sind Zum Frieden (Nr. 11), Zur Oberen Glocke (Nr. 13), Korn- oder Kaufhaus (Nr. 15; beide Gebäude umfassen Nr. 13–16) und Zum Schäfer (Nr. 20) als «Kulturgut von regionaler Bedeutung» ausgewiesen.

## Geschichte
Im Jahr 1480 wurde eine Liebfrauenkapelle auf dem Herrenacker geweiht. Im Zuge der Reformation kam diese in bürgerlichen Besitz und wurde um 1530 zu einem Bürgerhaus umgebaut. Dieses wurde 1706 in Teilen abgebrochen und in den beiden folgenden Jahren zu dem heutigen Gebäude umgebaut. Bauherr war Lieutenant Laurenz Peyer zum Luchs. Er führte damals einen Streit mit seinem Vettern und Nachbarn Laurenz Peyer zu den drey Ständen. Die Erben des «Ehrengesandten» Heinrich Peyer verkauften das Haus 1750 an den Dragonerfändrich Bernhard von Waldkirch, der es im selben Jahr renovieren liess.
Nachdem 1831 der Stadtstaat auseinanderbrach und mit Johann Conrad Fischer den ersten Stadtpräsidenten erhielt, wurde das Haus zum Luchs das erste Amtsgebäude der neu eingerichteten Stadtbehörden. Die Gebäudeversicherung des Kantons Schaffhausen erwarb das Anwesen 1987. In den beiden folgenden Jahren wurde es saniert und aufwändig restauriert. Gegenwärtig wird es durch das Finanz- und Erziehungsdepartement des Kantons genutzt. Das Gebäude beherbergt Büros der Gebäudeversicherung, der Feuerpolizei und des Berufsinformationszentrums (BiZ) (Stand: Oktober 2020).

## Beschreibung

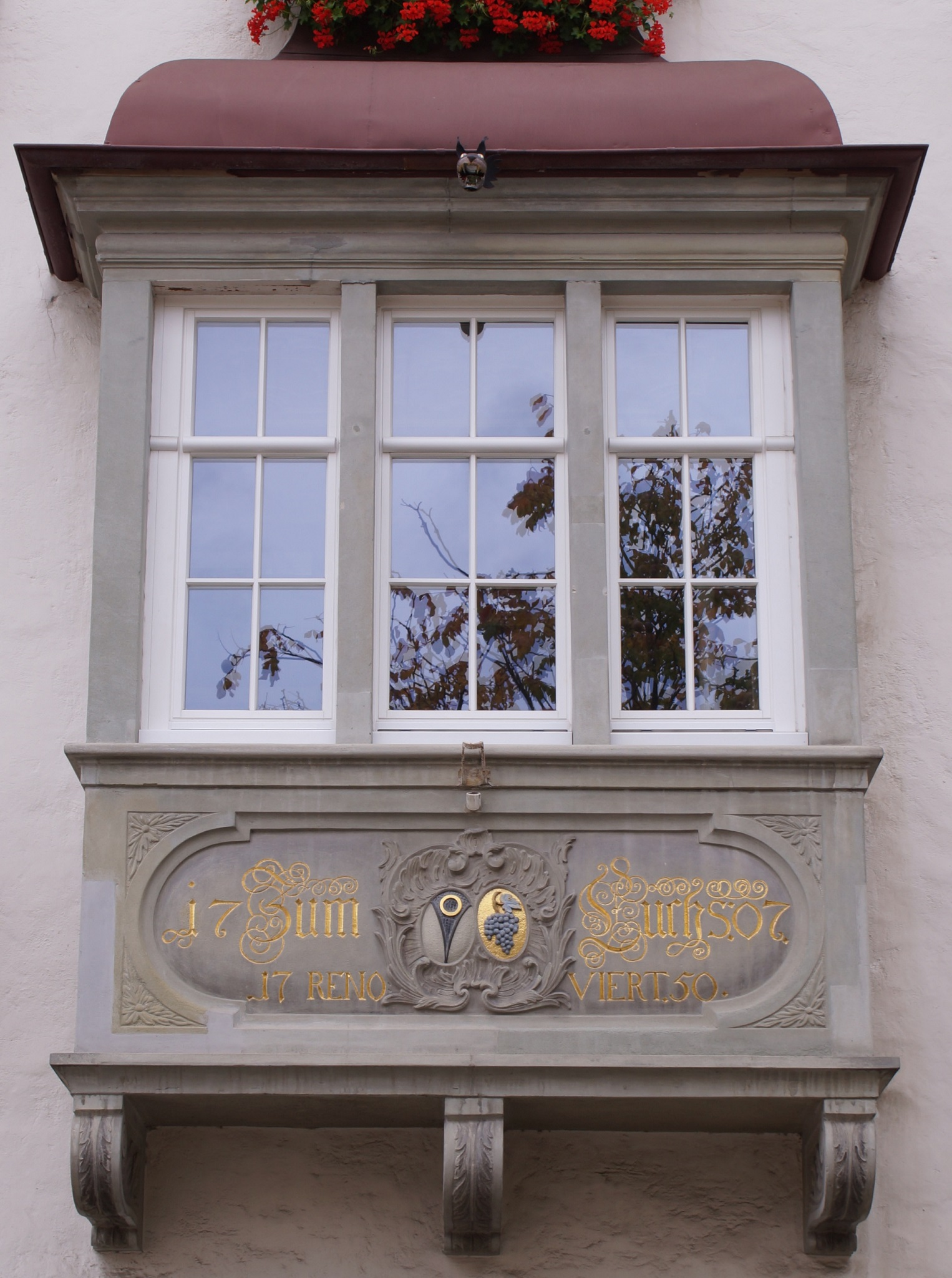
Der Erker des Hauses

Das Haus ist ein viergeschossiges Bürgerhaus der Barockzeit mit drei Fensterachsen. Die Fenster haben noch die alte Teilung, ihren Einfassungen sind nicht geohrt. Fensterläden sind nur noch im Erdgeschoss vorhanden. Ortstypisch ist der Erker im zweiten Geschoss, der auf drei Kragsteinen ruht.
Im Inneren sind im Erdgeschoss ein Chorbogen und spätgotische Wandfresken erhalten, die in die späteren Umbauten einbezogen wurden. Zu der reichen Innenausstattung gehören das barocke Treppenhaus und der Prunkraum im zweiten Geschoss mit einer Stuckdecke Samuel Höschellers von 1708 und Täfermalerei aus der Mitte des 18. Jahrhunderts. Das zum Platz traufständige, dreigeschossige Satteldach ist mit Gauben ausgestattet. Die mächtige Bruchsteinwand zum «Ringkengässchen» ist unverputzt.
Der Erker zeigt ein Allianzwappen mit dem Wappen der Familie Waldkirch heraldisch rechts und einer Weintraube links. Seine Inschrift lautet:

## Literatur

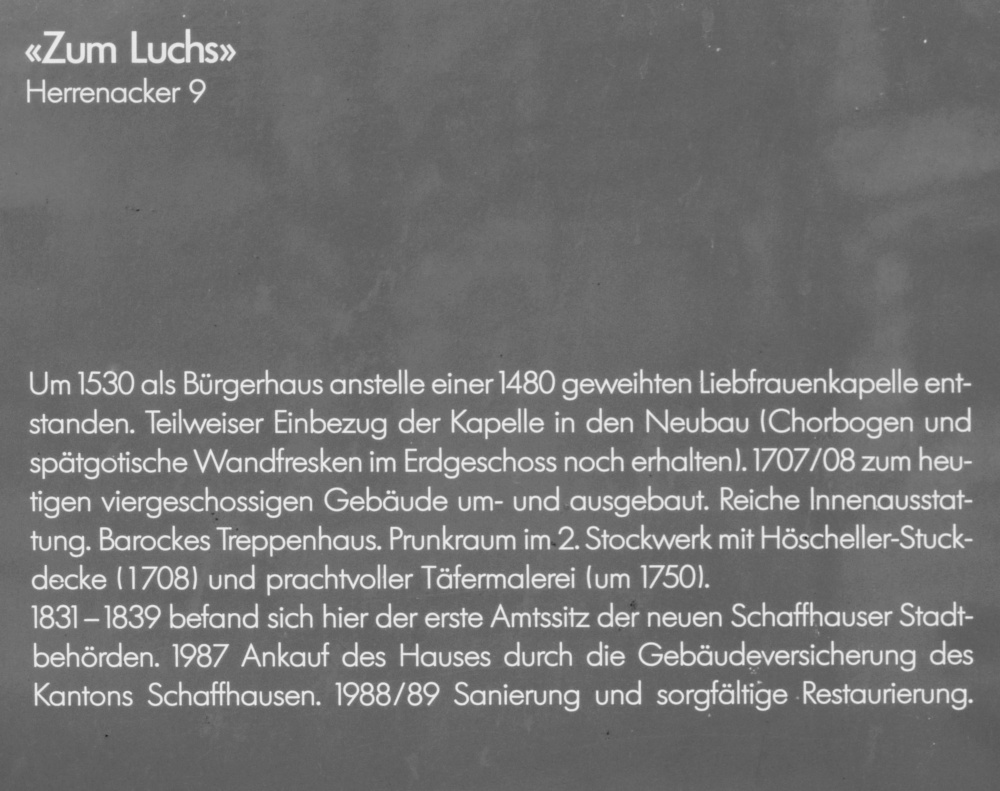
Infotafel an der Fassade

## Fussnoten
1. ↑  Kantonsliste A- und B-Objekte Kanton SH. Schweizerisches Kulturgüterschutzinventar mit Objekten von nationaler (A-Objekte) und regionaler (B-Objekte) Bedeutung. In: Bundesamt für Bevölkerungsschutz BABS – Fachbereich Kulturgüterschutz, 1. Januar 2024,  (PDF; 299 kB, 12 S., Revision KGS-Inventar 2021 (Stand: 1. Januar 2023)).

Koordinaten: 47° 41′ 42,8″ N, 8° 37′ 58,5″ O; CH1903: 689654 / 283415